# S Tennis Masters Challenger 1999
L'S Tennis Masters Challenger 1999 è stato un torneo di tennis facente parte della categoria ATP Challenger Series nell'ambito dell'ATP Challenger Series 1999. Il torneo si è giocato a Graz in Austria dal 12 al 18 luglio 1999 su campi in terra rossa.

## Vincitori

### Singolare
Tomáš Zíb ha battuto in finale  Juan Carlos Ferrero con il punteggio di 7–6, 6–1

### Doppio
Nuno Marques /  Tom Vanhoudt hanno battuto in finale  Albert Portas /  Germán Puentes Alcañiz con il punteggio di 6–2, 6–2